# Lophostoma schulzi
Lophostome de Schulz
Espèce
Répartition géographique
Statut de conservation UICN

 LC  : Préoccupation mineure
Lophostoma schulzi, le Lophostome de Schulz, est une espèce sud-américaine de chauves-souris de la famille des Phyllostomidae.

## Description
Lophostoma schulzi a une longueur totale comprise entre 76 et 80 mm, la longueur de l'avant-bras entre 42 et 45 mm, la longueur de la queue entre 7 et 15 mm et un poids allant jusqu'à 20 g.
La fourrure est longue et douce. Les parties dorsales sont gris foncé, tandis que les parties ventrales varient du gris brunâtre au gris olive.
Le museau est glabre, la feuille nasale est lancéolée, avec la partie antérieure complètement soudée à la lèvre supérieure. Sur le menton se trouve un sillon médian entouré de rangées de petites verrues. Les oreilles sont grandes, arrondies et reliées à l'avant à la base par une membrane. Le tragus présente une saillie proéminente sur le bord antérieur. L'avant-bras, les os des ailes, les pattes, les oreilles et la feuille nasale sont couverts de petites excroissances verruqueuses. La queue est courte et entièrement incluse dans la grande membrane interfémorale. Le calcar est long. Certaines femelles ont un clitoris hypertrophié qui ressemble à un pénis.
Le caryotype est 2n=28 FNa=36.

## Répartition
Lophostoma schulzi est présente au Guyana, au Suriname, en Guyane et dans les États du Pará et d'Amazonas, dans le nord du Brésil.
Elle vit dans les forêts tropicales denses, de plaine et intactes.

## Comportement

### Habitation
Les lieux de refuges de Lophostoma schulzi sont inconnus.

### Alimentation
Elle se nourrit d'insectes comme les coléoptères, les sauterelles.

### Reproduction
Une femelle gestante avec un petit fut capturée en Guyane en août.

## Classification
Le nom valide complet (avec auteur) de ce taxon est Lophostoma schulzi (Genoways (d) & S. L. Williams (d), 1980).
L'espèce fut initialement classée dans le genre Tonatia sous le protonyme Tonatia schulzi Genoways & S. L. Williams, 1980,.
Lophostoma schulzi a pour synonyme :
- Tonatia schulzi Genoway & Williams, 1980[4].

Ce taxon porte en français le nom vernaculaire ou normalisé suivant : Lophostome de Schulz.

### Étymologie
Son épithète spécifique, schulzi, ainsi que son nom vernaculaire, « de Schulz », lui ont été donnés en l'honneur du Dr. Joop P. Schulz, directeur de la STINASU (de) en reconnaissance des efforts accomplis à établir un vaste système de réserves naturelles au
Suriname, ainsi que pour l'aide qu'il a fournie aux auteurs au cours de leur travail au Suriname.

### Publication originale
- (en) Hugh H. Genoways et Stephen L. Williams, « Results of the Alcoa Foundation-Suriname Expeditions. I. A new species of bat of the genus Tonatia (Mammalia: Phyllostomatidae) », Annals of the Carnegie Museum of Natural History, Pittsburgh, Inconnu, vol. 49, no 14,‎ 7 juillet 1980, p. 203-211 (ISSN 0097-4463 et 1943-6300, OCLC 1261514, DOI 10.5962/P.214480, lire en ligne).